# Asterolasia grandiflora
Asterolasia grandiflora là một loài thực vật có hoa trong họ Cửu lý hương. Loài này được (Hook.) Benth. mô tả khoa học đầu tiên năm 1863.